# Mendoncia leucantha
Mendoncia leucantha är en akantusväxtart som beskrevs av Emery Clarence Leonard. Mendoncia leucantha ingår i släktet Mendoncia och familjen akantusväxter. Inga underarter finns listade i Catalogue of Life.